# Matthew Lister
Matthew Lister (* 28. November 1992 in Preston, Lancashire) ist ein ehemaliger britischer Kanute.

## Leben
Bei den Junioren-Europameisterschaften gewann er 2009 die Bronzemedaille in Liptovský Mikuláš. Bei den U23-Weltmeisterschaften gewann er 2011 in Wausau, Wisconsin, im Zweier-Candier-Team die Silbermedaille. 
Bei den U23-Europameisterschaften gewann er 2012 im Zweier-Canadier einmal die Silbermedaille und einmal die Bronzemedaille in Solkan, Slowenien und 2011 einmal die Bronzemedaille in Banja Luka.
Gemeinsam mit Rhys Davies trat er im Zweier-Canadier an. Lister gewann gemeinsam mit Rhys Davies bei den Weltmeisterschaften 2011 in Bratislava in der Slowakei die Bronzemedaille im Teamwettbewerb. Ebenso gewann er bei den Weltmeisterschaften 2013 in Prag die Bronzemedaille im Teamwettbewerb.
Lister outete sich als homosexuell. Er ist LSBT-Botschafter bei der British Athletes Commission.